# Ismael (pel·lícula)
Ismael és una pel·lícula dramàtica espanyola dirigida per Marcelo Piñeyro. El film és protagonitzat per l'actriu Belén Rueda i l'actor Mario Casas. La pel·lícula es va estrenar el 2013.

## Argument
Ismael Tcho, un noi mulat de vuit anys, agafa un tren en direcció a Barcelona. Ha fugit de casa seva perquè vol trobar Félix, el seu pare, a qui mai va conèixer. La seva única pista és una adreça d'un apartament a Barcelona, escrit en la direcció del remitent d'una carta a la seva mare. Una vegada allí, se les arregla per trobar l'apartament, però en lloc de trobar al seu pare, es troba amb una dona elegant d'uns cinquanta anys, Nora, que resulta ser la mare de Félix.

## Repartiment
- Belén Rueda: Nora
- Mario Casas: Félix Ambrose
- Sergi López: Jordi
- Mikel Iglesias: Xinès
- Larsson do Amaral: Ismael Tcho
- Juan Diego Botto: Luis
- Ella Kweku: Alika

## Nominacions
- Premis Goya: Millor actor secundari (Botto)
- Premis Feroz: Millor actriu (Belén Rueda)
- Premis Gaudí: Millor actor secundari (Sergi López)

## Crítica
- "Una pel·lícula agradable de veure, amb bons cops de comèdia i aquest pols segur i elegant que tenen els artesans que saben com explicar una història (...) Puntuació: ★★★ (sobre 5)"[2]
- "Amb una sòbria posada en escena que eludeix els cops baixos i l'aportació de sòlides actuacions, Piñeyro aconsegueix un film honest i sensible."[3]
- Ismael va creixent a mesura que els personatges deixen de ser rètols, noms i comencen a dir les seves veritats."[4]